# Charaxes candiope
Charaxes candiope (лат.) — вид дневных бабочек из семейства нимфалид.
Бабочка широко распространена в Африке к югу от Сахары.
Размах крыльев 45—55 мм у самцов и 50—60 мм у самок. Гусеницы зелёного цвета и с рогатой головой. Лёт с октября по июнь. Питаются листьями Croton sylvaticus, Croton gratissimus и Croton megalocarpus.
Скорость взлёта испуганного Charaxes candiope — 5 м/с.